# Andreas Fetz
Andreas Fetz (* 13. August 1832 in Bezau; † 19. Jänner 1899 in Bregenz) war ein österreichischer Politiker und Advokat. Fetz war von 1868 bis 1870 Abgeordneter zum Abgeordnetenhaus des österreichischen Reichsrats sowie von 1879 bis 1890 Bürgermeister der Stadt Bregenz. Von 1868 bis 1870, von 1871 bis 1878 und von 1884 bis 1892 war er zudem Abgeordneter zum Vorarlberger Landtag.

## Ausbildung und Beruf
Andreas Fetz wurde am 13. August 1832 in der Bregenzerwälder Gemeinde Bezau als Sohn des Landwirts Johann Dominik Fetz und dessen Frau Maria Anna (geb. Stülz) geboren. Er besuchte die Volksschule und ab 1843 das Gymnasium am Stift St. Florian im oberösterreichischen Linz, wo er 1852 maturierte. Im Anschluss daran begann er zunächst das Studium der klassischen Philologie an der Universität Innsbruck, wechselte aber schon 1852 zum Studium der Rechtswissenschaften an die Ludwig-Maximilians-Universität München. Das rechtswissenschaftliche Studium setzte Andreas Fetz ab 1854/55 an der Universität Wien fort, wo er schließlich am 31. Juli 1857 zum Doktor der Rechte promoviert wurde.
Nachdem er zunächst als Hauslehrer bei seinem Vorarlberger Landsmann Josef von Bergmann in Wien tätig gewesen war, wurde er bis 1868 Konzipient in der Advokatenkanzlei Dr. von Fletsch. 1868 wurde Andreas Fetz Hof- und Gerichtsadvokat in Wien. Von 15. Juni 1868 bis 20. Dezember 1877 war Andreas Fetz eingetragener Advokat in Wien. Ab 1878 war er als Advokat in der Vorarlberger Landeshauptstadt Bregenz tätig.

## Politischer Werdegang
Im Oktober 1868 folgte Andreas Fetz dem aus Protest aus dem Reichsrat ausgeschiedenen Carl von Seyffertitz auf dessen Mandat im Abgeordnetenhaus des österreichischen Reichsrats nach. Im Abgeordnetenhaus betätigte er sich als liberaler Abgeordneter im Petitionsausschuss (4. Reichsratssession) und im Ausschuss zur Vorberatung des Truppenwaffenkontingentgesetzes (5. Reichsratssession). Bei der Landtagswahl 1867 wurde die Wahl von Bartholomäus Berchtold auf ein Mandat für die Landgemeinden des Wahlbezirks Bregenz–Bregenzerwald vom Landtag annulliert. Andreas Fetz rückte an seiner Stelle im Jahr 1868 als Landtagsabgeordneter nach. Nach seinem kurzzeitigen Ausscheiden aus dem Landtag mit Ende der 2. Legislaturperiode 1870 wurde Andreas Fetz 1871 erneut Landtagsabgeordneter, dieses Mal allerdings über die Wählerkurie der Stadt Bludenz. 1884 konnte er erneut eine Wiederwahl in den Landtag erreichen, wobei er nunmehr als Abgeordneter der Vorarlberger Handels- und Gewerbekammer fungierte. Ab 1890 war Andreas Fetz schließlich Landtagsabgeordneter der Wählerkurie der Stadt Bregenz, was er bis zum Jahr 1892 blieb. Sein Nachfolger im Vorarlberger Landtag wurde Theodor Schmid.
In Bregenz war Andreas Fetz nach seiner Rückkehr aus Wien bereits ab 1878 Mitglied des Gemeinderats. Mit 1. Jänner 1879 wurde er zum Bregenzer Bürgermeister gewählt, was er bis zum 31. Dezember 1890 blieb. Für seine politischen Verdienste wurde Fetez 1884 mit dem Ritterkreuz des Franz-Joseph-Ordens ausgezeichnet. Am 5. Mai 1884 wurde er zudem von seiner Heimatstadt Bregenz zum Ehrenbürger ernannt.
Neben seiner politischen Tätigkeit war Andreas Fetz Präsident des Roten Kreuzes in Vorarlberg, Mitglied des Vereins für gemeinnützige Zwecke, des Vereins für die Hebung des Fremdenverkehrs, des Vorarlberger Vereins der Verfassungsfreunde, des Vorarlberger Landesmuseumsvereins und des Bregenzer Verkehrsvereins. Im Landesverband für Fremdenverkehr war Fetz Gründungsmitglied und dessen erster Obmann in den Jahren 1893 bis 1899.

## Privatleben
Andreas Fetz heiratete am 22. September 1869 in Bregenz die aus Kaltern im Südtirol stammende Thekla Ursula Anna Jakobina Stöckl. Mit dieser bekam er in der Folge drei in den Jahren 1870, 1871 und 1873 geborene Töchter.